# Hamnflenört
Hamnflenört (Scrophularia scopolii) är en flenörtsväxtart som beskrevs av David Heinrich Hoppe. Enligt Catalogue of Life ingår Hamnflenört i släktet flenörter och familjen flenörtsväxter, men enligt Dyntaxa är tillhörigheten istället släktet flenörter och familjen flenörtsväxter. Arten förekommer tillfälligt i Sverige, men reproducerar sig inte.

## Underarter
Arten delas in i följande underarter:
- S. s. adenocalyx
- S. s. scopolii
- S. s. burdurensis
- S. s. longirostrata
- S. s. nusairiensis
- S. s. parryi
- S. s. smyrnaea